# Teorema della divergenza
In matematica e fisica, il teorema della divergenza, detto anche teorema di Ostrogradskij per il fatto che la prima dimostrazione è dovuta a Michail Ostrogradskij, è la generalizzazione a domini {\displaystyle n}-dimensionali del teorema fondamentale del calcolo integrale. A sua volta, esso è un caso speciale del più generale teorema di Stokes.
Talvolta il teorema è meno propriamente detto teorema di Gauss poiché fu storicamente congetturato da Carl Gauss, da non confondere col teorema di Gauss-Green, che invece è un caso speciale (ristretto a 2 dimensioni) del teorema del rotore, o con il teorema del flusso.

## Storia
Il teorema è stato enunciato per la prima volta da Joseph-Louis Lagrange nel 1762; Carl Friedrich Gauss (1813) e George Green (1825) ne forniscono formulazioni equivalenti in maniera del tutto indipendente. La prima dimostrazione appare però solo nel 1831 ad opera di Michail Ostrogradskij.

## Enunciato

Una regione delimitata da, con il versore normale uscente.

Si consideri un insieme {\displaystyle V\subset \mathbb {R} ^{n}} compatto delimitato da una superficie liscia {\displaystyle \partial V}. Se {\displaystyle \mathbf {F} } è un campo vettoriale differenziabile con continuità (di classe {\displaystyle C^{1}}) definito in un intorno di {\displaystyle V}, si ha:
{\displaystyle \int _{V}\mathbf {\nabla } \cdot \mathbf {F} \,dV=\oint _{\partial V}\mathbf {F} \cdot d\mathbf {S} ,}
dove {\displaystyle d\mathbf {S} =\mathbf {n} \ dS} è l'elemento di superficie. In altri termini, il flusso di {\displaystyle \mathbf {F} } attraverso la superficie chiusa {\displaystyle \partial V} coincide con l'integrale della divergenza di {\displaystyle \mathbf {F} } svolto nel volume {\displaystyle V} di cui la superficie è frontiera. Il termine a sinistra è pertanto un integrale di volume su {\displaystyle V}, quello a destra è un integrale di superficie. Il vettore {\displaystyle \mathbf {n} } è il versore uscente normale alla superficie.
In modo più generale, si può utilizzare il teorema di Stokes per uguagliare l'integrale su un volume n-dimensionale della divergenza di un campo vettoriale {\displaystyle \mathbf {F} } definito sulla regione {\displaystyle U\subset \mathbb {R} ^{n}} all'integrale di {\displaystyle \mathbf {F} } sulla superficie (di dimensione n-1) che costituisce il bordo di {\displaystyle U}:
{\displaystyle \int _{U}\nabla \cdot \mathbf {F} \,dV_{n}=\oint _{\partial U}\mathbf {F} \cdot \mathbf {n} \,dS_{n-1}.}
In una notazione più concisa si può scrivere:
{\displaystyle \int _{V}{\dfrac {\partial F_{i}}{\partial x_{i}}}dV=\int _{S}F_{i}n_{i}\,dS,}
sicché rimpiazzando {\displaystyle \mathbf {F} } con un campo tensoriale {\displaystyle T} di ordine n si ottiene la generalizzazione:
{\displaystyle \int _{V}{\dfrac {\partial T_{i_{1}i_{2}\cdots i_{q}\cdots i_{n}}}{\partial x_{i_{q}}}}dV=\int _{S}T_{i_{1}i_{2}\cdots i_{q}\cdots i_{n}}n_{i_{q}}\,dS,}
dove si verifica la contrazione degli indici in entrambi i membri della relazione, per almeno un indice. Si può estendere la precedente relazione, che vale in tre dimensioni, a varietà di dimensione arbitraria.

### Corollari
Applicando il teorema della divergenza in altri contesti si ottengono utili identità matematiche.
- Nel caso del prodotto di una funzione scalare {\displaystyle g} ed un campo vettoriale {\displaystyle \mathbf {F} } si ha:

{\displaystyle \int _{V}\left[\mathbf {F} \cdot \left(\nabla g\right)+g\left(\nabla \cdot \mathbf {F} \right)\right]dV=\oint _{\partial V}g\mathbf {F} \cdot \mathbf {n} \ dS.}
Un caso speciale è {\displaystyle \mathbf {F} =\nabla f}, in cui il teorema è alla base delle identità di Green.
- Nel caso del prodotto vettoriale di due campi vettoriali {\displaystyle \mathbf {F} \times \mathbf {G} }, si ha:

{\displaystyle \int _{V}\left[\mathbf {G} \cdot \left(\nabla \times \mathbf {F} \right)-\mathbf {F} \cdot \left(\nabla \times \mathbf {G} \right)\right]\,dV=\oint _{\partial V}\mathbf {F} \times \mathbf {G} \cdot d\mathbf {s} .}
- Nel caso del prodotto di una funzione scalare {\displaystyle f} ed un vettore non nullo costante, si può mostrare che vale il seguente teorema:[2]

{\displaystyle \int _{V}\nabla f\,dV=\oint _{\partial V}fd\mathbf {S} .}
- Nel caso del prodotto vettoriale di un campo vettoriale {\displaystyle \mathbf {F} } ed un vettore non nullo costante, si può mostrare che vale il seguente teorema:[2]

{\displaystyle \int _{V}\nabla \times \mathbf {F} \,dV=\oint _{\partial V}d\mathbf {S} \times \mathbf {F} .}

### Applicazioni geometriche
Dal teorema della divergenza si possono ricavare le formule per trovare la misura di un dominio piano {\displaystyle \Omega } racchiuso da {\displaystyle \partial \Omega }:
{\displaystyle \mu (\Omega )={\begin{cases}\displaystyle \oint x\,dy,\\-\displaystyle \oint y\,dx,\\\displaystyle {\frac {1}{2}}\oint (x\,dy-y\,dx).\end{cases}}}
La terza relazione risulta molto utile quando si utilizzano le coordinate polari, dove {\displaystyle x\,dy-y\,dx=r^{2}\,d\vartheta }.
Dato uno spazio {\displaystyle n}-dimensionale, la divergenza del vettore posizione è {\displaystyle \mathrm {div} \,{\bf {x}}=\displaystyle {\frac {\partial x_{1}}{\partial x_{1}}}+\ldots +{\frac {\partial x_{n}}{\partial x_{n}}}=n}. Per una palla di dimensione {\displaystyle n} e raggio {\displaystyle R=\|{\bf {{x}\|}}} segue che:
{\displaystyle \oint _{S}{\bf {x}}\cdot {\hat {n}}\,dS={\begin{cases}\displaystyle \int _{V}n\,dV=nV\\\displaystyle \oint _{S}{\bf {x}}\cdot {\frac {\bf {x}}{R}}\,dS=RS\end{cases}}}
da cui segue
{\displaystyle S={\frac {nV}{R}}.}
Quindi, se la palla è una sfera vera e propria, conoscendo il suo volume ({\displaystyle {\frac {4}{3}}\pi R^{3}}) è possibile ricavarne la superficie ({\displaystyle 4\pi R^{2}}), così come per un cerchio ({\displaystyle \pi R^{2}}) ricavarne la circonferenza ({\displaystyle 2\pi R}).

## Dimostrazione
Sappiamo valere la seguente affermazione: sia {\displaystyle \Omega \subseteq \mathbb {R} ^{3}} un aperto G-ammissibile. Sia {\displaystyle i\in \{1,2,3\}} e sia {\displaystyle \mathbf {f} \in {\mathcal {C}}^{1}({\bar {\Omega }})} con {\displaystyle {\frac {\partial \mathbf {f} }{\partial x_{i}}}\in {\mathcal {C}}^{0}({\bar {\Omega }})}
Allora {\displaystyle \int _{\Omega }{\frac {\partial \mathbf {f} }{\partial x_{i}}}dxdydz=\int _{\partial \Omega }\mathbf {f} n_{i}d\sigma } dove {\displaystyle n_{i}} è la componente {\displaystyle i}-esima della normale esterna a {\displaystyle \partial \Omega }
Sommando su {\displaystyle i} si ottiene {\displaystyle \int _{\Omega }\nabla \cdot \mathbf {f} dxdydz=\int _{\partial \Omega }\mathbf {f} \cdot \mathbf {n} d\sigma } che è l'enunciato del teorema.

## Divergenza in coordinate curvilinee

Elemento di volume in coordinate sferiche.

Il teorema della divergenza può essere usato per esprimere la divergenza in un sistema di coordinate curvilinee. Si consideri un riferimento sferico: ogni volta che si varia una coordinata di una quantità infinitesima viene percorso un arco di lunghezza opportuna {\displaystyle dh}. Al variare della distanza radiale {\displaystyle r} si ha {\displaystyle dh_{r}=h_{r}\,dr=dr}, al variare dell'angolo {\displaystyle \theta } si ha {\displaystyle dh_{\theta }=h_{\theta }\,d\theta =r\,d\theta } mentre al variare dell'angolo {\displaystyle \psi } si ha che {\displaystyle dh_{\psi }=h_{\psi }\,d\psi =r\sin \theta \,d\psi }. Si possono così calcolare i contributi di flusso come nel caso delle coordinate cartesiane. Ad esempio, il flusso attraverso le facce del cubo in figura normali alla direzione radiale è:
{\displaystyle dh_{\theta }(r+dr)dh_{\psi }(r+dr)F_{r}(r+dr)-dh_{\theta }(r)dh_{\psi }(r)F_{r}(r)={\frac {\partial dh_{\theta }dh_{\psi }F_{r}}{\partial r}}dr}
e formule analoghe valgono per le altre componenti. La divergenza del campo si ottiene dividendo il flusso totale per il volume {\displaystyle dv=h_{r}h_{\theta }h_{\psi }\,drd\theta d\psi } del cubo:
{\displaystyle \mathbf {\nabla } \cdot \mathbf {F} ={\frac {1}{h_{r}h_{\theta }h_{\psi }}}\left[{\frac {\partial }{\partial r}}\left(h_{\theta }h_{\psi }F_{r}\right)+{\frac {\partial }{\partial \theta }}\left(h_{r}h_{\psi }F_{\theta }\right)+{\frac {\partial }{\partial \psi }}\left(h_{r}h_{\theta }F_{\psi }\right)\right].}
Questa uguaglianza vale in un generico sistema di riferimento, ma nel caso considerato può essere esplicitata sostituendovi le espressioni che definiscono i coefficienti metrici {\displaystyle h} in coordinate sferiche (essi rappresentano le lunghezze degli archi elementari rapportate agli incrementi delle coordinate che li hanno prodotti):
{\displaystyle \mathbf {\nabla } \cdot \mathbf {F} =\left[{\frac {1}{r^{2}}}{\frac {\partial r^{2}F_{r}}{\partial r}}+{\frac {1}{r\sin \theta }}{\frac {\partial \sin \theta F_{\theta }}{\partial \theta }}+{\frac {1}{r\sin \theta }}{\frac {\partial F_{\psi }}{\partial \psi }}\right]}
e relazioni simili sono valide, ad esempio, in coordinate cilindriche.

## Equazione di continuità
La forma differenziale dell'equazione di continuità può essere derivata utilizzando il teorema della divergenza. Si supponga che una quantità {\displaystyle q} sia contenuta in una regione di volume {\displaystyle V} il cui contorno è {\displaystyle \partial V}, e che la sua densità sia {\displaystyle \varphi }.
{\displaystyle q(t)=\int _{V}\varphi (\mathbf {r} ,t)\mathrm {d} V}
La variazione di {\displaystyle q}  rispetto al tempo è espressa dalla derivata temporale:
{\displaystyle {\frac {\partial q(t)}{\partial t}}={\frac {\partial }{\partial t}}\int _{V}\varphi (\mathbf {r} ,t)\mathrm {d} V=-\oint _{\partial V}\mathbf {f} (\mathbf {r} ,t)\cdot \mathrm {d} \mathbf {S} +\Sigma (t)}
ed usando il teorema della divergenza:
{\displaystyle \int _{V}\nabla \cdot \mathbf {f} (\mathbf {r} ,t)\mathrm {d} V=-\int _{V}{\frac {\partial \varphi (\mathbf {r} ,t)}{\partial t}}\mathrm {d} V+\int _{V}\sigma (\mathbf {r} ,t)\mathrm {d} V.}
Tale relazione è vera solo se gli integrandi sono uguali, ossia:
{\displaystyle \nabla \cdot \mathbf {f} (\mathbf {r} ,t)=-{\frac {\partial \varphi (\mathbf {r} ,t)}{\partial t}}+\sigma (\mathbf {r} ,t).}

## Connessione con altri operatori
Si consideri un campo scalare {\displaystyle f} ed un versore {\displaystyle \mathbf {j} }. Applicando al campo {\displaystyle f\mathbf {j} } il teorema della divergenza si ottiene:
{\displaystyle \oint _{\partial V}f\mathbf {j} \cdot \ d\mathbf {s} =\int _{V}\mathbf {\nabla } \cdot f\mathbf {j} \ dv=\int _{V}\mathbf {\nabla } f\cdot \mathbf {j} \ dv,}
dove nell'ultima uguaglianza compare l'operatore gradiente. Questo risultato rimane valido se si sostituisce a {\displaystyle \mathbf {j} } un qualunque altro versore della terna ortonormale. Quindi si ha:
{\displaystyle \oint _{\partial V}fd\mathbf {s} =\int _{V}\mathbf {\nabla } fdv}
e la relazione ottenuta riveste una certa utilità in alcuni contesti. Se invece si considera un campo tridimensionale {\displaystyle \mathbf {F} } e il corrispondente prodotto vettoriale {\displaystyle \mathbf {j} \times \mathbf {F} }, procedendo in maniera analoga si ottiene una formula simile in funzione del rotore:
{\displaystyle \oint _{\partial V}d\mathbf {s} \times \mathbf {F} =\int _{V}\mathbf {\nabla } \times \mathbf {F} dv.}